# Ваннер, Иоганнес
Иоганнес Ваннер (нем. Johannes Wanner; 1878—1956) — немецкий геолог и палеонтолог, внёсший большой вклад в области геологии и палеонтологии Индонезии и особенно Тимора.

## Биография
Родился  21 апреля 1878 года в баварском городе Шайдегг.
С 1897 по 1901 год изучал естественные науки и особенно геологию в Мюнхенском университете имени Людвига и Максимилиана и Мюнхенском техническом университете. 
В 1907 году Ваннер защитил в Боннском университете диссертацию и работал профессором прикладной геологии с 1919 по 1946 год.
До 1913 года занимался главным образом поиском нефти в качестве сотрудника компании Royal Dutch Shell в голландской части Индонезии, а также на Зондских островах, в Новой Зеландии, Алжире и Египете. Находился в исследовательских поездках на Молуккских островах. В качестве главы немецкой экспедиции работал в Тиморе, где в течение многих лет занимался оценкой залежей полезных ископаемых. 
Иоганнес Ваннер сотрудничал с фрайбургским геологом и палеонтологом Георгом Бёмом. Был почетным доктором Амстердамского университета и почетным членом Палеонтологического общества (1954).
Умер 31 июля 1956 года (по другим данным 1959 года) в родном городе.
Был удостоен научных наград, в частности получил медаль Ханса Штилле (1948) и медаль Густава Штейнмана (1947). 
Интересно, что Иоганнес Ваннер собрал большую коллекцию фотографий начала двадцатого века, сделанных или купленных им в Индонезии. Альбомы с фотографиями были подарены  Элизабет Ваннер в 2010 году музею Питта Риверса (Pitt Rivers Museum). Каталогизацию, оцифровку и исследование фотографического архива выполнила в 2015 году аспирантка Оксфордского университета Anne Nielsen.